# Карналл, Карл Константин де (1711)
Карл-Константин де Карналл-старший (швед. Carl Constantin de Carnall; 2 июля 1711, Сконе, Сконе — 1 марта 1773) — шведский генерал-майор (1772), командор ордена Меча (1772).

## Биография
Сын курляндского дворянина Фердинанда-Эрнста фон Карналла, уроженца Миттау (ныне Митава, Латвия). Фердинанд фон Карналл в 1701 году переехал в Швецию и поступил на шведскую службу. 
В 1711 году, когда родился Карл-Константин, его отец был майором, служившим в полку, дислоцированном в Мальмё. В возрасте 13 лет (в 1724 году) Карл-Константин поступил на службу в тот же полк рядовым солдатом. В 1726 году был повышен до капрала. Принимал участие в боевых действиях в ходе Войны за польское наследство, где сперва отличился, но уже летом 1734 года попал в Данциге в русский плен, откуда был освобождён после того, как война закончилась.
Затем де Карналл участвовал в Русско-шведской войне (1741—1743), и в 1743 году наконец получил звание лейтенанта. После этого повышения по службе происходили относительно регулярно: в 1748 Карналл стал капитаном, в 1753 году — майором, в 1757 году — подполковником. 
В ходе Померанской войны (которая являлась частью Семилетней войны) Карналл успешно командовал самостоятельным шведским отрядом. Имея около 2 600 солдат он выиграл у 2-тысячного прусского отряда фон Беллинга бой при Нойкалене (1762). В 1769 году был повышен до полковника.
Активно участвовал в перевороте Густава III (1772) за что был произведён в генерал-майоры и стал командором ордена Меча (кавалерскую степень ордена он имел с 1758 года).
С 1743 года был женат на Екатерине-Елизавете фон Кнорринг. Сын — Карл Константин де Карналл-младший — шведский офицер, затем русско-финляндский государственный деятель, вазаский губернатор (1808—1822) и предприниматель.